# Agnieszka Osiecka

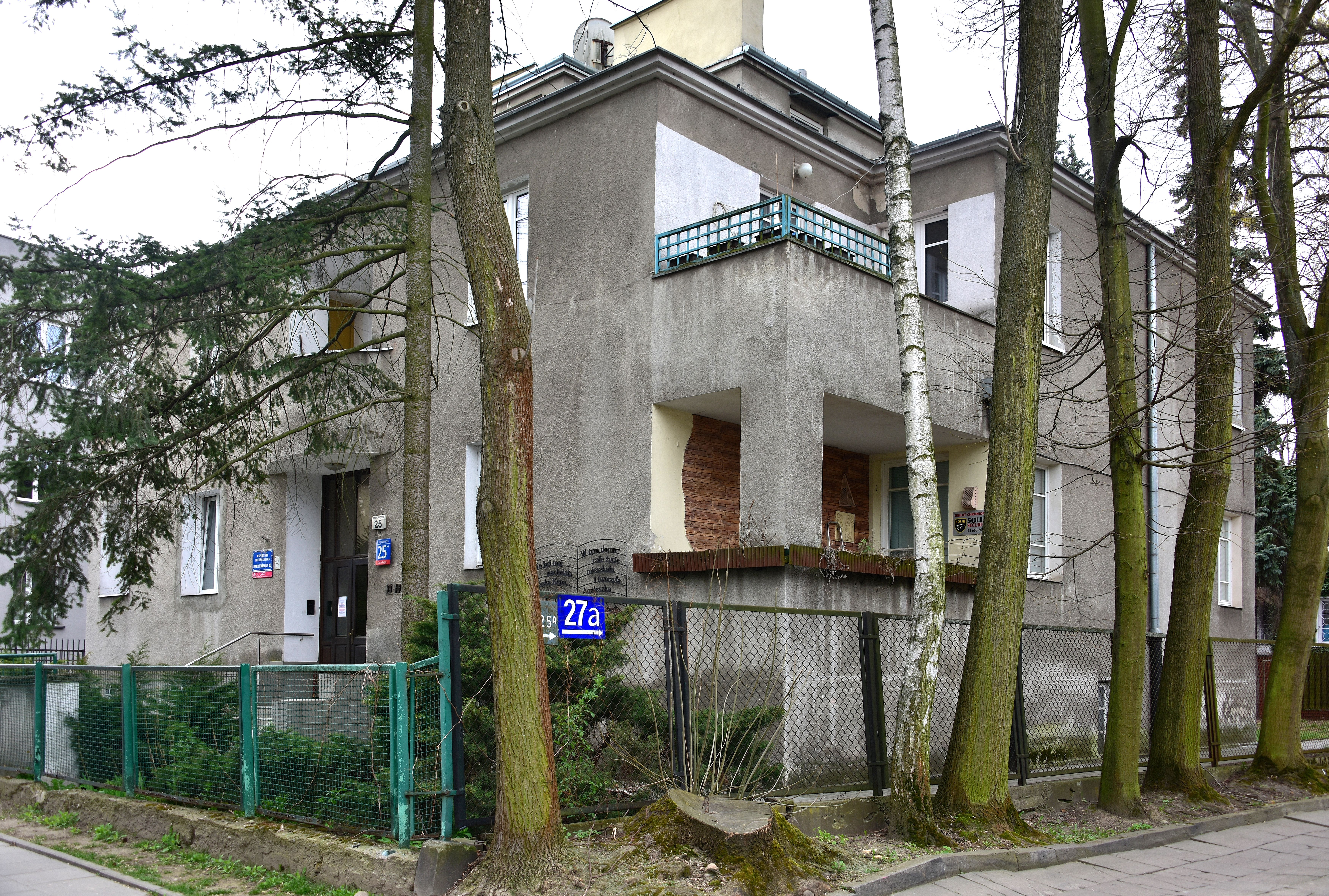
Dom przy ul. Dąbrowieckiej 25 na Saskiej Kępie w Warszawie, w którym mieszkała Osiecka (2019)

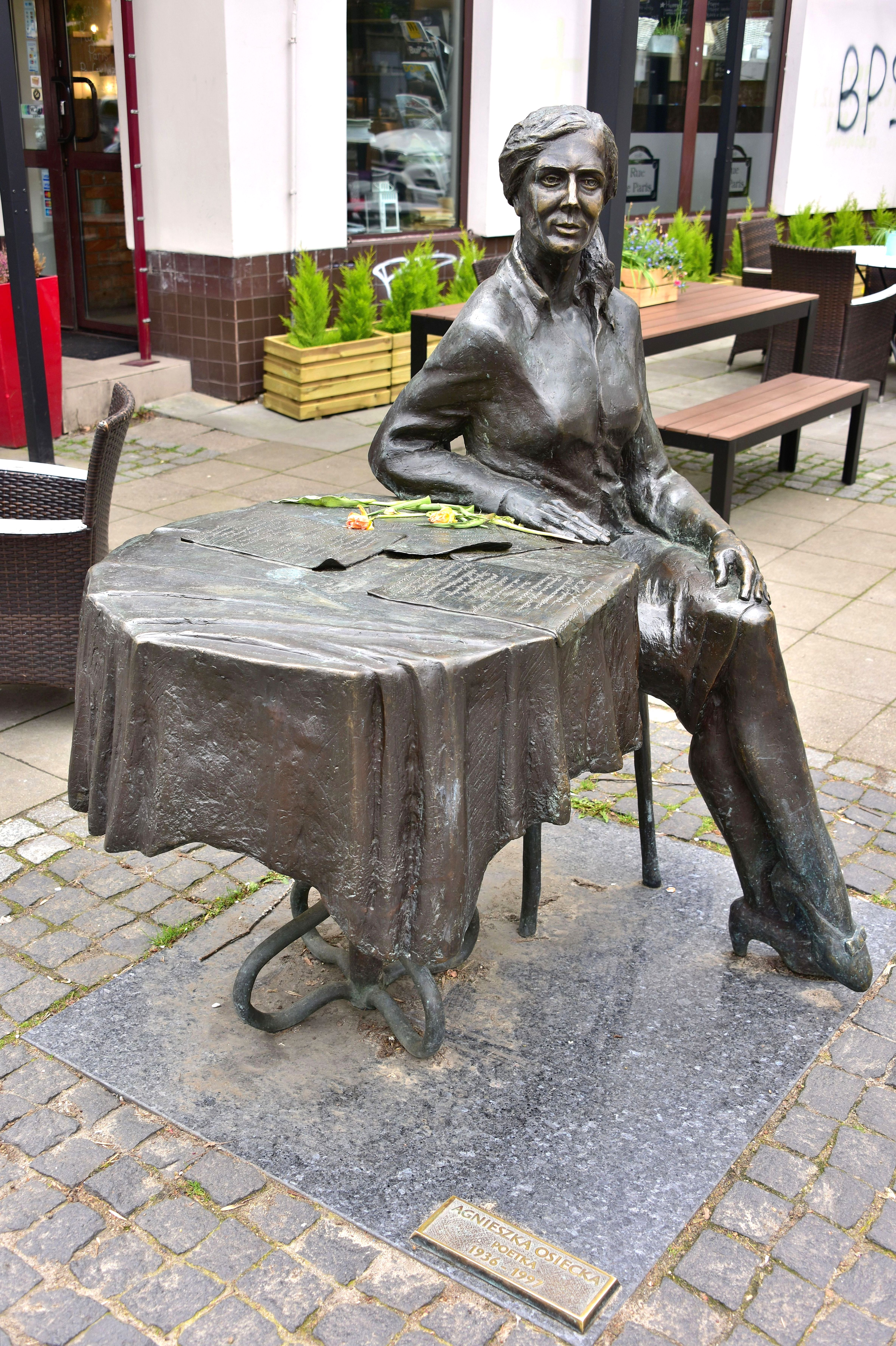
Pomnik Agnieszki Osieckiej w Warszawie (2017)

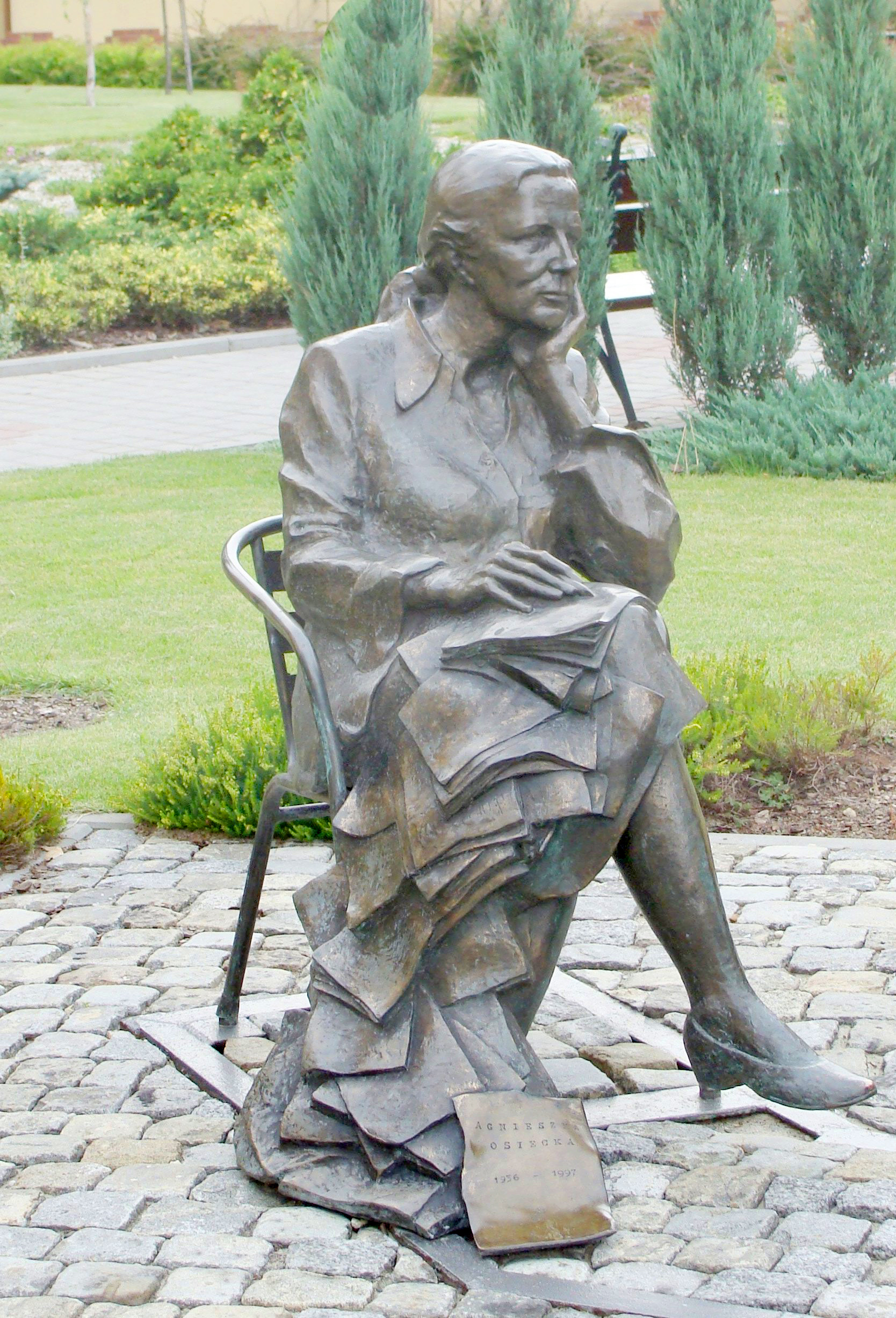
Pomnik Agnieszki Osieckiej w Opolu

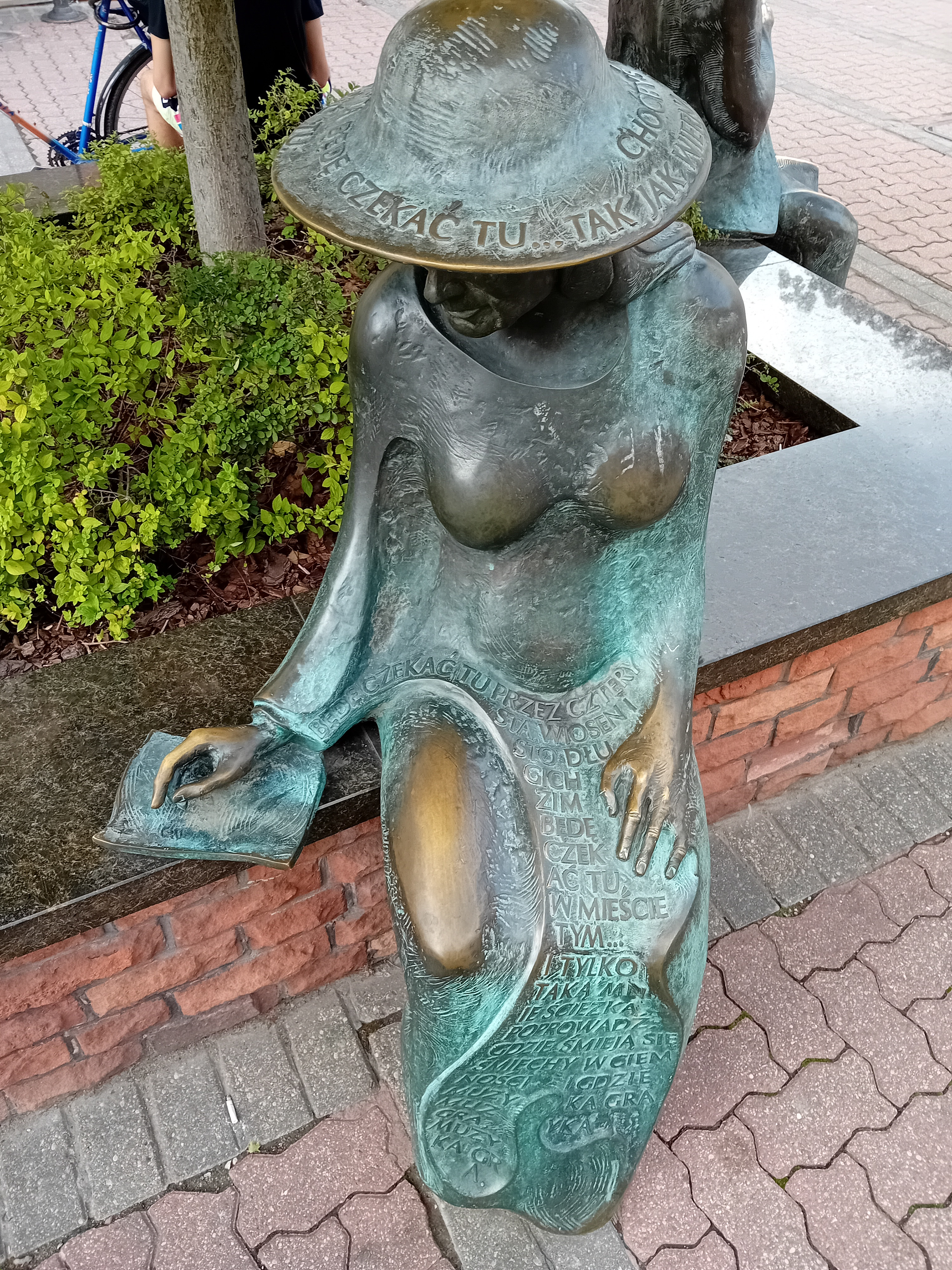
Pomnik Agnieszki Osieckiej w Tarnowie

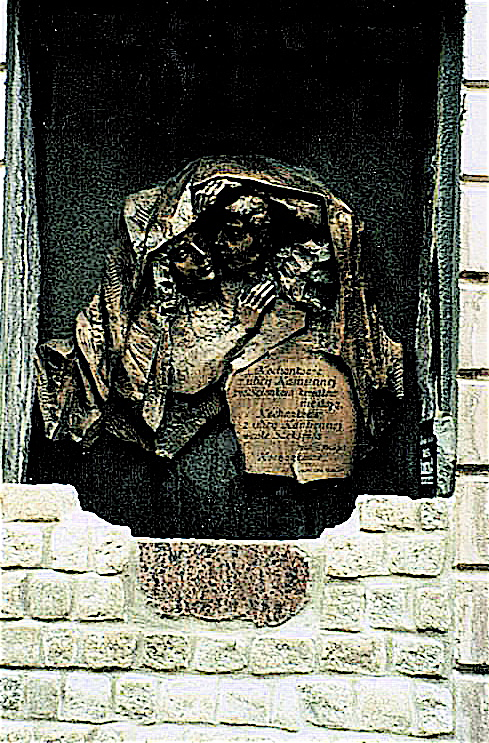
Płaskorzeźba Kochankowie z ulicy Kamiennej w Łodzi

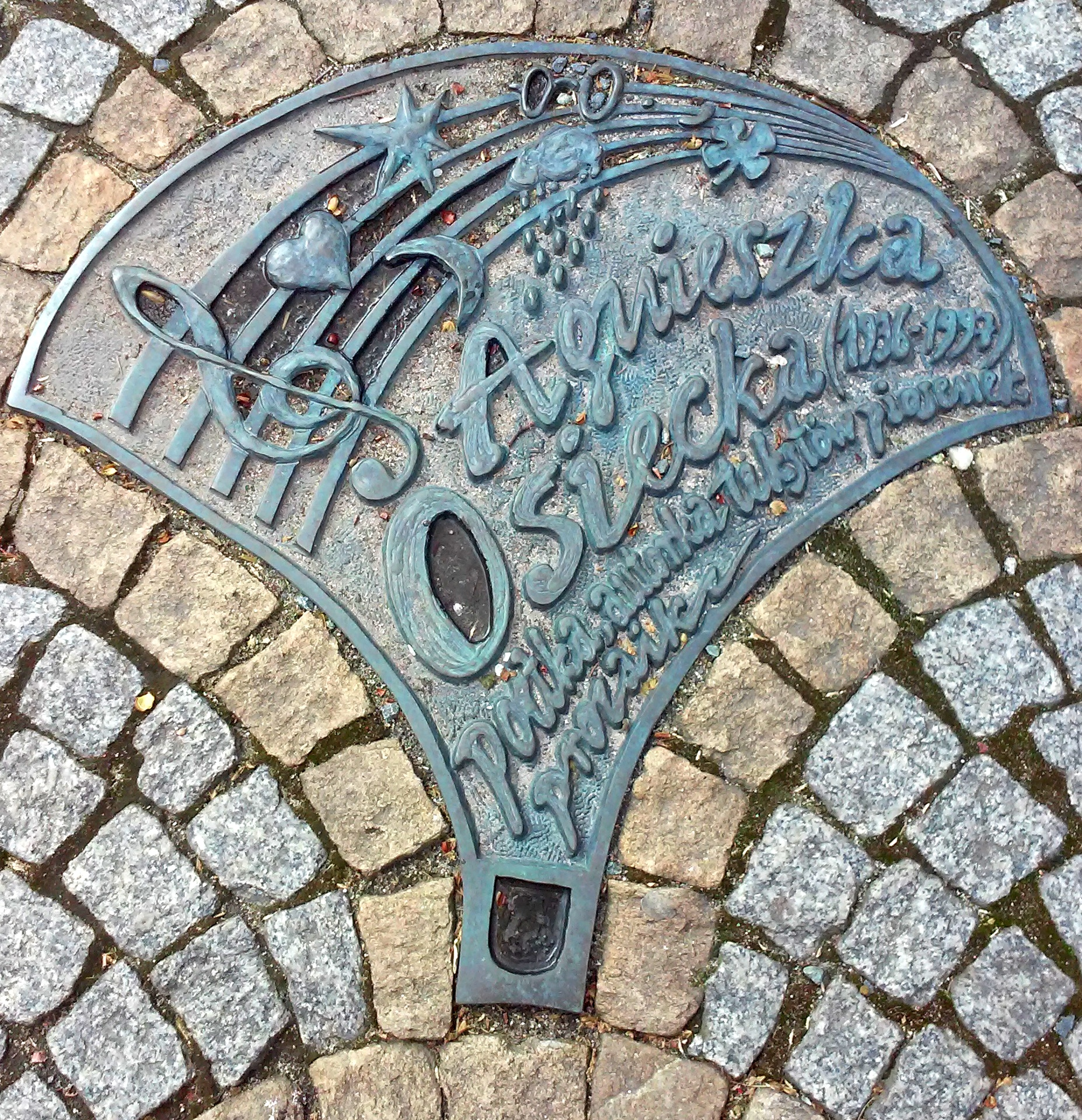
Tablica pamiątkowa w Alei Gwiazd Satyrykonu na głównym deptaku Legnicy (ul. Najświętszej Marii Panny)

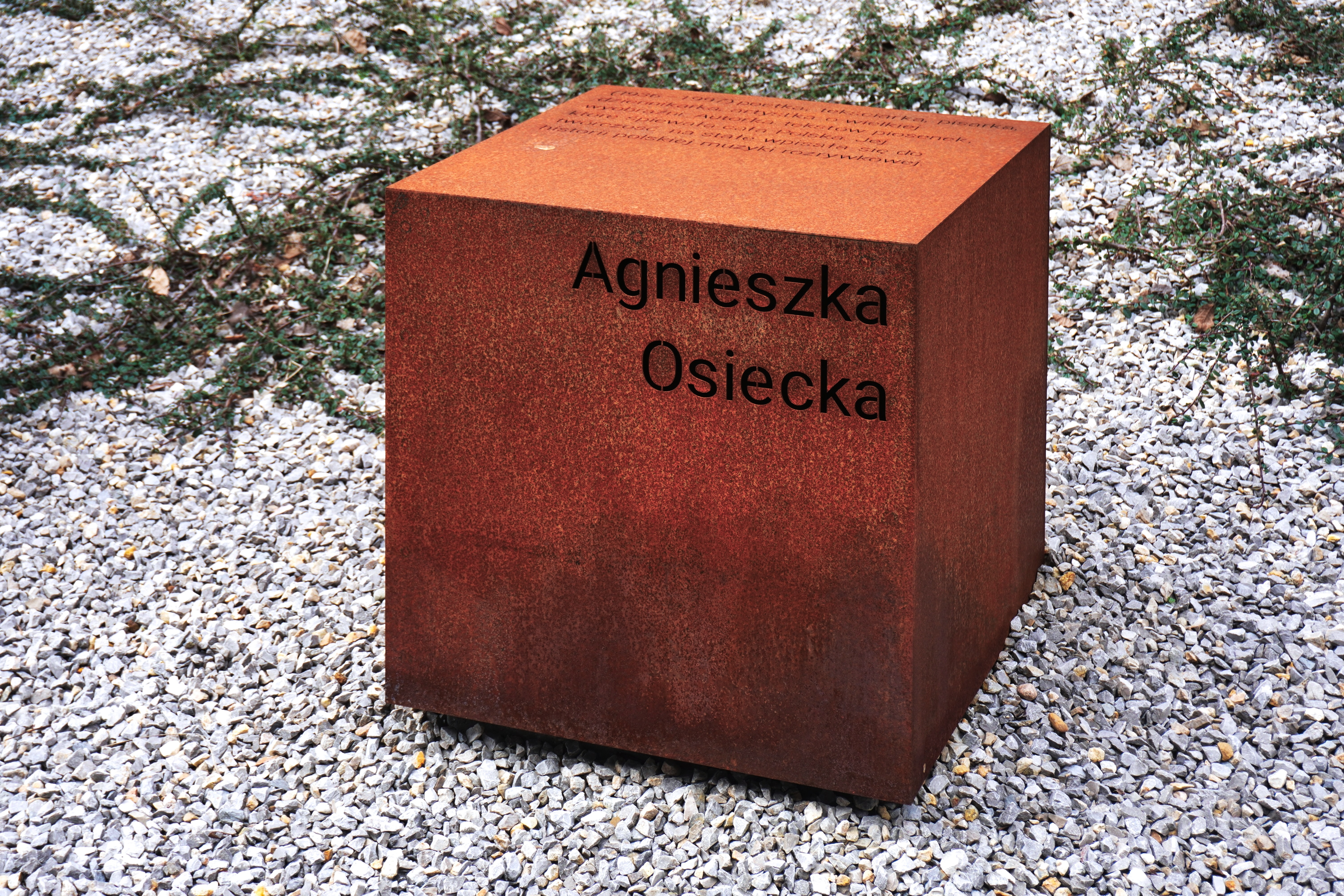
Pomnik-sześcian upamiętniający Agnieszkę Osiecką przy ulicy Poetów na osiedlu Wizjonerów w Krakowie

Agnieszka Osiecka (ur. 9 października 1936 w Warszawie, zm. 7 marca 1997 tamże) – polska poetka, autorka tekstów piosenek, pisarka, reżyserka teatralna i telewizyjna, dziennikarka.

## Życiorys

### Rodzice i dzieciństwo
Urodziła się 9 października 1936 w Warszawie, w rodzinie Wiktora Osieckiego (1905−1977) i Marii z domu Sztechman (1910−1994), która w okresie międzywojennym prowadziła salony literackie, m.in. w kawiarniach „Ziemiańska” oraz „Sztuka i Moda”. Ojciec Osieckiej urodził się w Belgradzie, ale uważał się za obywatela monarchii austro-węgierskiej, jako że dorastał w domu ojca, Stefana Osieckiego (Polaka pochodzenia węgierskiego) i macochy Marii Strasser, śpiewaczki Opery Wiedeńskiej; biologiczna matka Wiktora Osieckiego – Wiktoria z Oreszkiewiczów – była córką rumuńskiej Wołoszki i Serba. Wiktor Osiecki – według jego córki – czuł się w II Rzeczypospolitej „bezpaństwowcem”.
Niedługo po narodzinach zamieszkała w Zakopanem, gdzie jej rodzice pracowali w kawiarni „Watra”. Wrócili do mieszkania na Saskiej Kępie tuż przed wybuchem II wojny światowej. W czasie okupacji niemieckiej prowadzili lokal „Watra” w Warszawie; ich córką wówczas opiekowała się niania Nina. Po upadku powstania warszawskiego (1944), które przetrwali w piwnicach, rodzina trafiła do obozu przejściowego w Pruszkowie, a następnie została wywieziona na roboty do St. Pölten w Dolnej Austrii. Pobyt w obozie w St. Pölten Osiecka wspominała jak „piękne wakacje”, ponieważ beztrosko bawiła się z rówieśnikami (z różnych krajów) i obserwowała ptaki na niebie, które przestały być groźne, bo nie nadlatywały stamtąd groźne samoloty.

### Lata szkolne
W 1945 Osieccy wrócili do swojego mieszkania w Warszawie. Prowokowali nieprzyjemne komentarze ze strony koleżanek Agnieszki, które wytykały dziewczynie jej indywidualizm i niechęć do dopasowywania się do obowiązujących wzorców. Nastolatka uparcie poszukiwała możliwości pogodzenia potrzeby akceptacji przez środowisko z realizacją własnych marzeń. Jej ojciec w tym okresie porzucił rodzinę i związał się z Józefiną Pellegrini, którą poślubił.
W latach 1948–1952 uczęszczała do żeńskiego liceum im. Marii Skłodowskiej-Curie na Saskiej Kępie. Była pod silnym wpływem ojca-apolitycznego „bezpaństwowca”; matkę uważała za osobę słabą, niespełnioną, zbyt podporządkowaną innym, a jednocześnie oschłą i zlęknioną. Ojciec pilnował, aby córka myślała samodzielnie, była osobą nieskrępowaną i niezdeterminowaną historią, epoką lub chwilowymi okolicznościami, dbał także o jej rozwój intelektualny (uczyła się języków obcych oraz czytała dużo książek) i fizyczny (trenowała pływanie oraz grę w tenisa i ping-ponga). Rozmowy z ojcem doprowadzały ją do „rozstroju myślowego”, bowiem uświadamiała sobie plastyczność swoich poglądów. Do roku 1949 przeważał wpływ konserwatywnych przyjaciół z Saskiej Kępy, później stała się aktywistką licealnego koła ZMP, popadała jednak w konflikty z powodu bezkompromisowych wypowiedzi i zachowań, np. braku dyscypliny w czasie głosowania nad rezolucją ZMP (za podobne zachowania uczniowie innych szkół byli relegowani). W latach 1950–1952 ta aktywność i odmowa uczęszczania na lekcje religii spowodowały, że zraziły się do niej i szkolne koleżanki, i koledzy z Liceum im. Kołłątaja, w tym Jerzy Rajski, obiekt jej dramatycznej pierwszej miłości.
Oparcie znalazła w sekcji pływackiej CWKS, której członkowie deklarowali wierność zetempowskim ideałom. Nazywała ich „nowymi ludźmi”, którzy autentycznie wierzyli w obiecywane przez partię lepsze jutro, których nie krępowały „mieszczańskie przesądy”. Grała w siatkówkę m.in. z Jerzym Stokowskim, późniejszym współzałożycielem Związku „Jaworzniacy”. Przez pewien czas była dziewczyną młodego komunisty, Stacha Kowalskiego, z którym prowadziła długie polityczne dyskusje. Karolina Felberg-Sendecka napisała:

Nastoletnia Agnieszka prowokowała otoczenie, plątała się we własnych pragnieniach i oczekiwaniach, rozpaczliwie poszukiwała własnej drogi.

### Studia i okres działalności artystycznej
W latach 1952–1956 studiowała na Wydziale Dziennikarskim Uniwersytetu Warszawskiego, a w latach 1957–1962 na Wydziale Reżyserii Filmowej Państwowej Wyższej Szkoły Teatralnej i Filmowej w Łodzi. W czasie studiów wyreżyserowała filmową etiudę Słoń, opartą na motywach opowiadania Sławomira Mrożka i odbyła praktykę na planie Niewinnych czarodziejów Andrzeja Wajdy. 

– Na drugim czy trzecim roku zrozumiałam, że nie będę reżyserem, kiedy zaczęłam pisać piosenki i artykuły. Bo człowiek, który pisze, może to robić sam w pokoiku, tramwaju, pod ulubionym drzewem, a do filmu trzeba mieć szaloną energię, zdrowie i umiejętność przebywania w dużych grupach ludzi.

Na początku studiów udzielała się w Spółdzielni Satyryków. W latach 1954–1972 związana była ze Studenckim Teatrem Satyryków jako członkini rady artystycznej i autorka tekstów piosenek – napisała ich dla tej sceny 166. W latach 1954–1957 publikowała swoje teksty, eseje i reportaże w „Głosie Wybrzeża”, „Nowej Kulturze”, „Sztandarze Młodych” i „Po prostu”. Później pisała również w „Literaturze”, „Kulturze” i „Polsce”. Była członkinią Stowarzyszenia Pisarzy Polskich. W 1956 pisała reklamy telewizyjne, które emitowano na antenie Telewizji Polskiej.
W 1963 za napisany dla STS-u przebój „Piosenka o okularnikach” otrzymała pierwszą nagrodę w kategorii piosenki estradowo-artystycznej na 1. Krajowym Festiwalu Piosenki Polskiej w Opolu. Od 1963 przez siedem lat prowadziła z Janem Borkowskim w Polskim Radiu Radiowe Studio Piosenki, które wydało ponad 500 piosenek i pozwoliło na wypromowanie wielu gwiazd polskiej estrady. W 1966 na 4. KFPP w Opolu zdobyła nagrodę Ministerstwa Kultury i Sztuki za piosenkę Na całych jeziorach – ty i drugą nagrodę w koncercie „Premiery” za piosenkę Dookoła noc się stała. W tym samym roku Polskie Nagrania „Muza” wydały płytę długogrającą pt. Piosenki Agnieszki Osieckiej, na której znalazły się obie nagrodzone piosenki.
W latach 1994–1996 współpracowała z André Hübnerem-Ochodlo przy założonym przez niego Teatrze Atelier w Sopocie. Dla Atelier napisała swoje ostatnie sztuki (Apetyt na śmierć i Darcie pierza) oraz songi, które zostały uznane przez krytykę za najdoskonalsze w jej artystycznym dorobku.

### Śmierć
Zmarła 7 marca 1997 wskutek choroby nowotworowej (rak jelita grubego), w warszawskim szpitalu. Uroczystości pogrzebowe Agnieszki Osieckiej odbyły się 17 marca 1997 w kościele św. Karola Boromeusza. Została pochowana na cmentarzu Powązkowskim (kwatera 284b wprost-2-16).

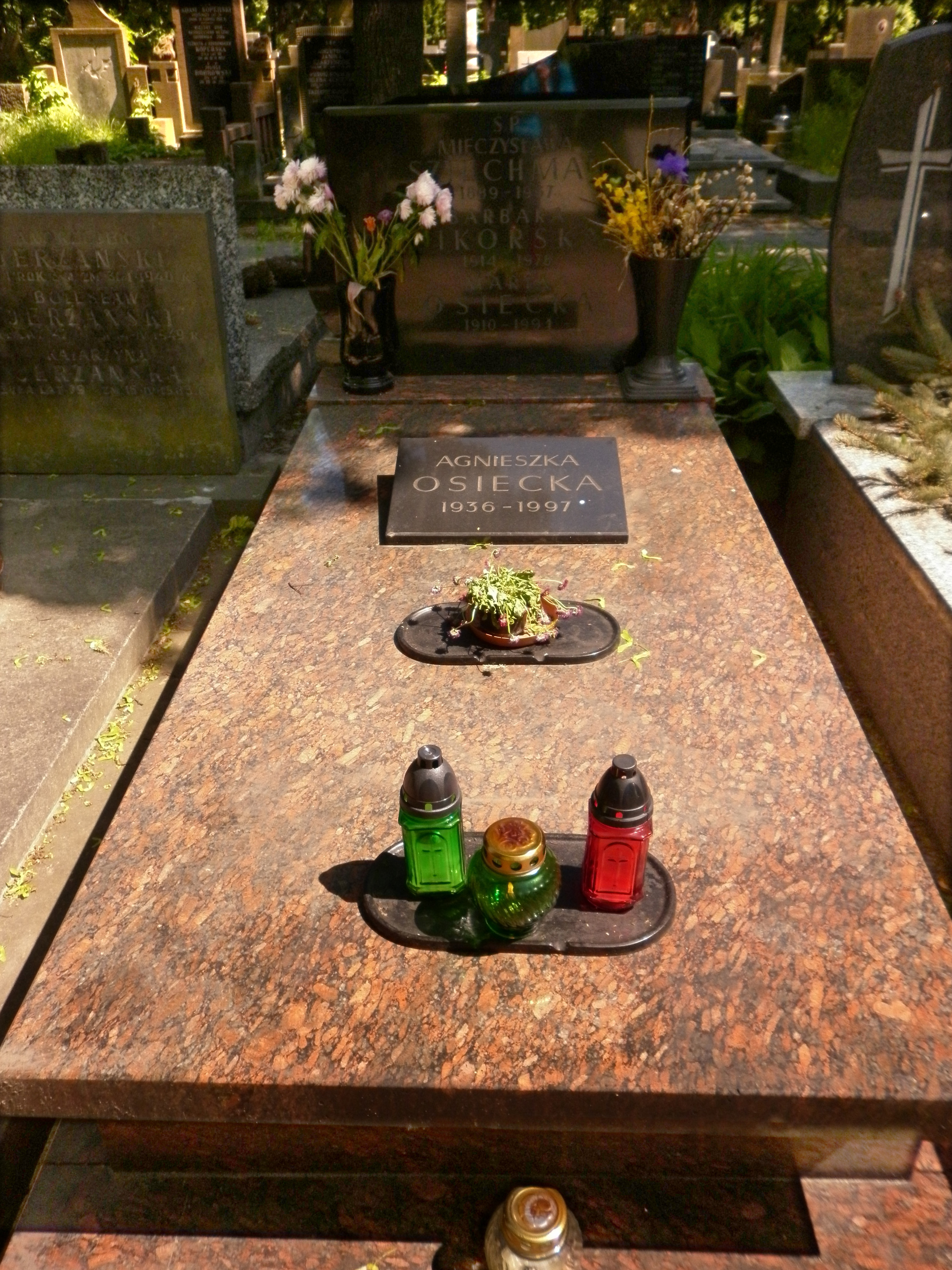
Grób Agnieszki Osieckiej

## Życie prywatne
W okresie studiów jej partnerem życiowym był Janusz Gazda. Ostatniego dnia lipca 1955 roku poznała poetę i tłumacza literatury rosyjskiej (między innymi Mistrza i Małgorzaty) Witolda Dąbrowskiego, z którym się związała. Na przełomie 1956 i 1957 zaczął rozwijać się jej romans z pisarzem Markiem Hłaską, z którym była zaręczona. Ich znajomość przebiegała burzliwie, głównie ze względu na fakt częstego życia na odległość. W 1958 Hłasko wyjechał do Paryża, a następnie do Berlina Zachodniego, skąd nie chciał wrócić do Polski w obawie przed powołaniem do wojska oraz represjami władz. Osiecka nie mogła dołączyć do ukochanego za granicą, ponieważ nie otrzymała paszportu. Niedługo później Hłasko zerwał kontakt z Osiecką. W jednym z listów napisał: „Co będzie, jeśli ja rzeczywiście zdechnę i nie zobaczę Cię już? Może by było lepiej dla Ciebie, żebyś się zakochała i zapomniała o mnie?”. Następnym razem spotkali się dopiero – po raz ostatni – w kwietniu 1968 w Los Angeles, gdzie Osiecka odbywała podróż stypendialną po Ameryce. Podsumowując związek z Hłaską, po latach uznała: „Pewnie byśmy się rozwiedli. Chyba nie bardzo sprawdzam się w życiu z kimś drugim”. Po Hłasce została jej korespondencja oraz maszyna do pisania, która stała na biurku poetki do końca jej życia. Na pogrzebie Hłaski pojawiła się w charakterystycznym białym kożuchu, który od niego dostała, i z butelką wódki.
Latem 1963 poślubiła Wojciecha Frykowskiego, z którym rozstała się pół roku później, m.in. z uwagi na stosowanie wobec niej i jej bliskich przemocy fizycznej, a także niewierność i problemy alkoholowe męża. Po rozwodzie związała się z Andrzejem Jareckim z STS-u. W 1966 wyszła za reżysera Wojciecha Jesionkę, z którym również rozstała się po kilku miesiącach po ślubie. Następnie związana była z Danielem Passentem, z którym miała córkę Agatę (ur. 1973), dziennikarkę. Po rozstaniu z Passentem była związana ze Zbigniewem Mentzlem, z którym rozstała się w 1994 po 14 latach związku. Ostatnim mężczyzną w jej życiu był niemiecki aktor i reżyser André Ochodlo, z którym współpracowała w Teatrze Atelier w Sopocie.
We wrześniu 2010 nakładem wydawnictwa Agora ukazał się tom korespondencji między Osiecką i Jeremim Przyborą z lat 1964–1966 pt. Agnieszki Osieckiej i Jeremiego Przybory listy na wyczerpanym papierze. Za zgodą Agaty Passent (córki Osieckiej) i Konstantego Przybory (syna Jeremiego) opublikowano treść listów, które para pisała do siebie w trakcie swojego związku.

W 2015 opublikowano w Wydawnictwie Literackim biografię poetki, napisaną przez Ulę Ryciak, zatytułowaną Potargana w miłości. 

Lubiła opuszczać salony i znikać na peryferiach rzeczywistości, miała talent do wyławiania ludzi na tak zwanych życiowych zakrętach… Kochała i porzucała, choć często i ją porzucano. Pełna nieodwzajemnionej miłości rozdawała czułość w zwrotkach i refrenach. […]
Z Osiecką epoka ma same kłopoty. Nie dość, że każdemu serwowała inną wersję siebie, to jeszcze wszystko robiła na odwrót. Tam gdzie w życiu jest miejsce na constans, urządzała dzikie crescendo. A tam gdzie się mówi o sprawach wzniosłych, wdawała się w żarty. Upływ czasu zaciera pamięć o miernych. Indywidualności wybitne ocala od zapomnienia. Dziś bardziej niż dekady temu widać, że ta nie całkiem poważnie traktowana poetka dość poważnie wyprzedzała swoją epokę. Chociażby tym, jak pragmatycznie i konsekwentnie zarządzała swoją twórczością. Jak korzystała z wolności, jak kosmopolitycznie postrzegała rzeczywistość i wreszcie – jak przecierała szlaki dla kobiecej niezależności. (…) Sama o sobie powiedziała, że jej życie to powieść z przygodami, ale nie zawsze w dobrym guście.

Cierpiała na chorobę alkoholową. Nałogowo paliła papierosy.
Była wierząca i uczęszczała do kościoła.

## Twórczość
Agnieszka Osiecka napisała około 2000 tekstów piosenek, wydanych m.in. w tomach:
- Kolory (1963)
- Wyszłam i nie wróciłam (1969)
- Listy śpiewające (1970)
- Sztuczny miód (1977)
- Żywa reklama (1985)
- Śpiewające piaski (1989)
- Opisanie szopki (1991)

W 2004 Polskie Wydawnictwo Muzyczne rozpoczęło edycję Wielkiego śpiewnika Agnieszki Osieckiej, w którym pomieszczono blisko 500 piosenek. Pierwotnie planowano wydanie 13 tomów, jednak ze względu na wycofanie się sponsora wydany w 2009 tom 10. okazał się ostatnim.
Piosenki Agnieszki Osieckiej (wybór):
- „A ja wolę moją mamę” (muz. i wyk. Majka Jeżowska)
- „Ballada o pancernych” (muz. Adam Walaciński, wyk. Edmund Fetting)
- „Ballada wagonowa” (muz. Andrzej Zieliński, wyk. Maryla Rodowicz)
- „Będę czekać” (muz. Michel Legrand, wyk. Stenia Kozłowska)
- „Biedne badyliszcze” (wyk. Krystyna Sienkiewicz)
- „Bossanova do poduszki” (muz. Jacek Mikuła, wyk. Maryla Rodowicz)
- „Cyrk nocą” (muz. Jacek Mikuła, wyk. Maryla Rodowicz)
- „Czarodzieje” (muz. Andrzej Zieliński, wyk. Skaldowie)
- „Damą być”[52] (muz. Jacek Mikuła, wyk. Maryla Rodowicz)
- „Diabeł i raj” (muz. Katarzyna Gärtner, wyk. Maryla Rodowicz)
- „Dobranoc panowie” (muz. Andrzej Zieliński, wyk. Maryla Rodowicz)
- „Dość jest wszystkiego” (współautorstwo z Jackiem Kleyffem, wyk. Maryla Rodowicz i Jacek Kleyff)
- „Dookoła noc się stała” (muz. Adam Sławiński, wyk. Łucja Prus)
- „Dzikuska” (muz. Leszek Bogdanowicz, wyk. Violetta Villas, Katarzyna Groniec)
- „Dziś prawdziwych Cyganów już nie ma” (muz. Andrzej Zieliński, wyk. Maryla Rodowicz, Edyta Górniak)
- „Ja mam szczęście do wszystkiego” (muz. Lucjan Maria Kaszycki, wyk. Hanna Rek)
- „Jak pięknie jest umierać między gołębiami” (muz. Andrzej Zieliński[53], wyk. Grażyna Łobaszewska)
- „Jeżeli jest” (muz. Janusz Bogacki, z repertuaru Magdy Umer)
- „Kiedy mi przyjdzie zasnąć na dłużej” (muz. Violetta Villas, wyk. Violetta Villas)
- „Kiedyś byłam lalką” (wyk. Krystyna Sienkiewicz)
- „Kochankowie z ulicy Kamiennej”[54] (muz. Wojciech Solarz, wyk. m.in. Sława Przybylska, Krystyna Tkacz, Elżbieta Czyżewska i Anna Prucnal)
- „Kolega Maj” (muz. Jan Ptaszyn Wróblewski, wyk. Ewa Bem)
- „Komu weselne dzieci” (muz. Katarzyna Gärtner, wyk. Urszula Sipińska)
- „Króliczek” (muz. Andrzej Zieliński, wyk. Skaldowie, Katarzyna Groniec)
- „Ludzkie gadanie” (muz. Seweryn Krajewski, wyk. Maryla Rodowicz)
- „Małgośka” (muz. Katarzyna Gärtner, wyk. Maryla Rodowicz)
- „Mechaniczna lalka” (muz. Violetta Villas, wyk. Violetta Villas)
- „Mój pierwszy bal” (muz. Franciszka Leszczyńska, w repertuarze Kaliny Jędrusik)
- „Mówiłam żartem” (muz. Jarosław Abramow, w repertuarze Igi Cembrzyńskiej i Krystyny Jandy)
- „Na całych jeziorach – ty” (muz. Adam Sławiński, w repertuarze Teresy Tutinas, Kaliny Jędrusik, Hanny Banaszak, Katarzyny Nosowskiej)
- „Najpiękniejsza” (muz. i wyk. Seweryn Krajewski)[55]
- „Na zakręcie” (muz. Przemysław Gintrowski, wyk. Krystyna Janda)
- „Na kulawej naszej barce” (muz. Seweryn Krajewski, wyk. Maryla Rodowicz, Katarzyna Nosowska, Katarzyna Groniec)
- „Nie całuj mnie pierwsza” (muz. Andrzej Zieliński, wyk. Skaldowie)
- „Nie ma jak pompa” (muz. Jacek Mikuła, wyk. Maryla Rodowicz)
- „Nie spoczniemy(inne języki)” (muz. Seweryn Krajewski, wyk. Czerwone Gitary)
- „Nie żałuję” (muz. Seweryn Krajewski, wyk. Edyta Geppert)
- „Niech żyje bal” (muz. Seweryn Krajewski, wyk. Maryla Rodowicz)
- „Nim wstanie dzień” (muz. Krzysztof Komeda, wyk. Edmund Fetting do filmu Prawo i pięść, Katarzyna Groniec)
- „Od nocy do nocy” (muz. Waldemar Kazanecki, wyk. Halina Kunicka do filmu Noce i dnie, Edyta Górniak)
- „Okularnicy” (muz. Jarosław Abramow, wyk. Kazimiera Utrata, Zofia Kucówna, Sława Przybylska i Tadeusz Łomnicki)
- „Pogoda na szczęście” (muz. i wyk. Seweryn Krajewski)
- „Polska Madonna” (muz. Andrzej Sikorowski, wyk. Maryla Rodowicz)
- „Sing-Sing” (muz. Jacek Mikuła, wyk. Maryla Rodowicz)
- „Szaloną być” (muz. Violetta Villas, wyk. Violetta Villas)
- „Sztuczny miód” (muz. Krzysztof Paszek[56], wyk. Barbara Krafftówna, Katarzyna Groniec)
- „Śpiewam, bo muszę” (muz. Andrzej Zieliński, wyk. Skaldowie)
- „Uciekaj moje serce” (muz. i wyk. Seweryn Krajewski – do serialu Jan Serce, Stanisław Sojka, Katarzyna Groniec)
- „Ulica japońskiej wiśni” (muz. Jerzy Satanowski, wyk. Barbara Dziekan)
- „W żółtych płomieniach liści” (muz. Andrzej Zieliński, wyk. Łucja Prus wraz z zespołem Skaldowie)
- „Wariatka tańczy” (muz. Seweryn Krajewski, wyk. Maryla Rodowicz, Katarzyna Groniec, Krystyna Janda)
- „Wieczór na dworcu w Kansas City” (muz. Andrzej Zieliński, wyk. Skaldowie)
- „Wielka woda” (muz. Katarzyna Gärtner, wyk. Maryla Rodowicz, Katarzyna Groniec)
- „Zielono mi” (muz. Jan Ptaszyn Wróblewski, wyk. Andrzej Dąbrowski, Andrzej Zaucha, Katarzyna Nosowska, Ania Dąbrowska)
- „Zabawa w Sielance” (muz. Marek Lusztig, wyk. Barbara Rylska, Andrzej Żarnecki)

Agnieszka Osiecka jest autorką scenariusza widowiska muzycznego Niech no tylko zakwitną jabłonie (1964, prapremiera w Teatrze Ateneum w Warszawie w reżyserii Jana Biczyckiego), który zdobył główną nagrodę na Festiwalu Polskiej Dramaturgii Współczesnej w 1964 i stał się największym przebojem teatralnym lat 60. XX wieku w Polsce. Maszynopis scenariusza został opublikowany w cyfrowej bibliotece Polona.
Pisała też opowiadania (Biała bluzka), książki fabularne (m.in. Czarna wiewiórka, Salon gier), wspomnieniowe (Szpetni czterdziestoletni, Na początku był negatyw, Rozmowy w tańcu) i skierowane do najmłodszych czytelników (m.in. Dzień dobry Eugeniuszu, Wzór na diabelski ogon, Ptakowiec, Szczególnie małe sny, Dixie – opowiadanie, na podstawie którego powstał serial animowany) oraz sztuki teatralne (m.in. adaptacje Singera: Sztukmistrz z Lublina; Wilki, Darcie pierza). Przez kilka miesięcy 1985 prowadziła dziennik, dedykowany Adamowi Michnikowi, skazanemu wtedy na 3 lata więzienia. Książka Na wolności. Dziennik dla Adama ukazała się w 2008. W 1995 zakończyła pracę nad librettem do opery dziecięcej Pan Marimba, nie miała jednak okazji obejrzeć spektaklu, bo jego premiera miała miejsce krótko po jej śmierci. Na podstawie książki powstał serial animowany pt. Dixie, do którego napisała również dialogi.
Tłumaczyła pieśni radzieckiego piosenkarza Bułata Okudżawy na polski, a ten poświęcił jej piosenkę „Proszczanie s Polszej”, której pierwszy wiersz brzmi: „My swjazany, Agnieszka, dawno odnoj sudʹboju”.
Jest autorką słynnego sloganu reklamowego „Coca cola – to jest to!” (1972).

## Pamięć o autorce

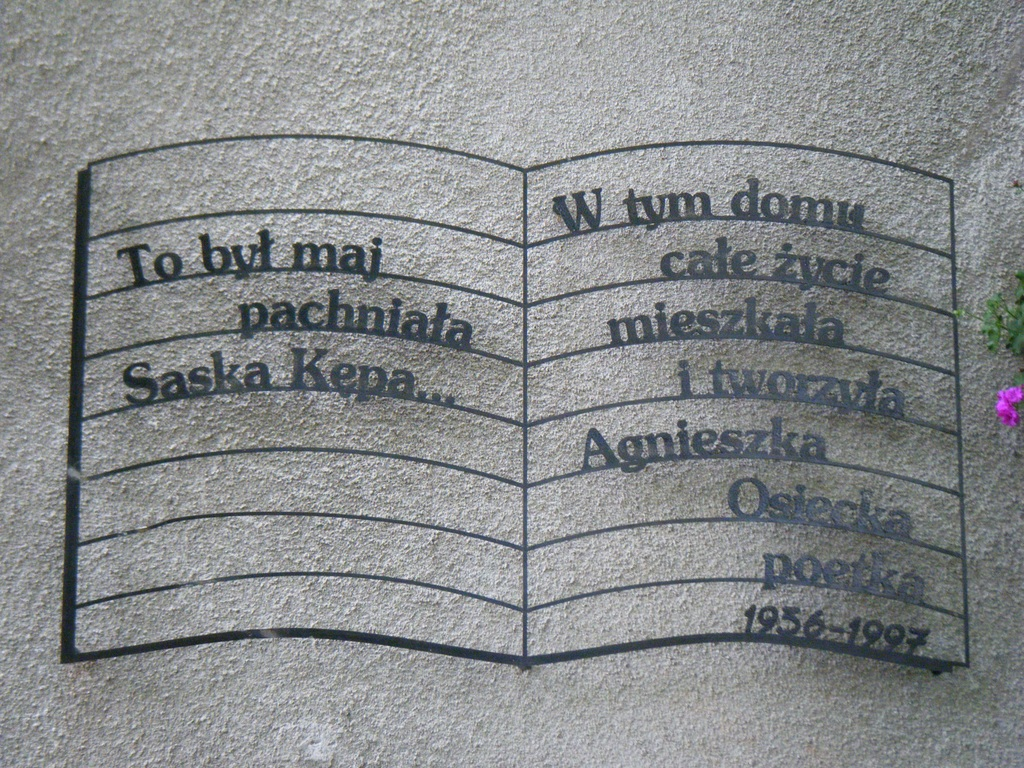
Tablica pamiątkowa na budynku przy ul. Dąbrowieckiej 25

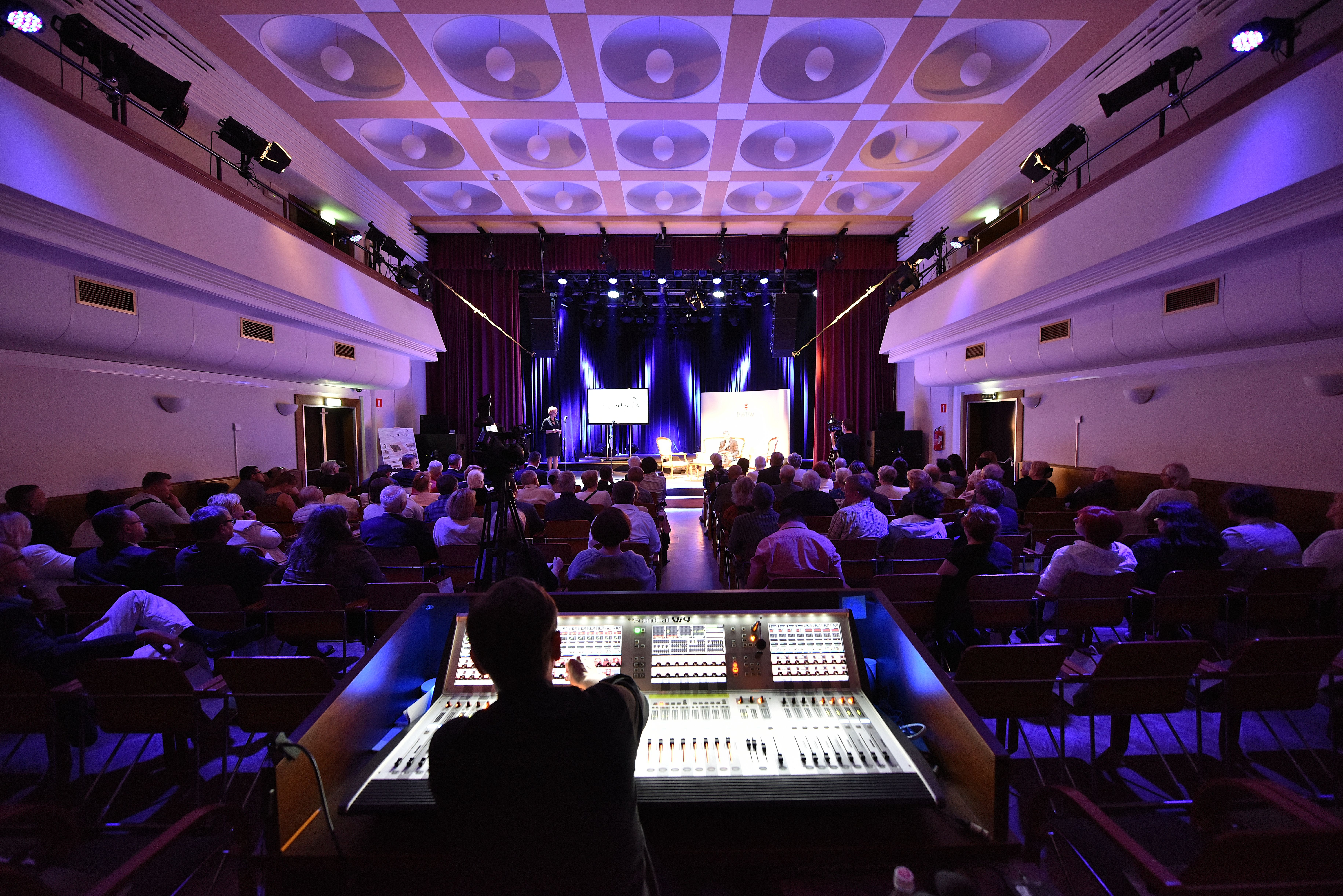
Muzyczne Studio Polskiego Radia im. Agnieszki Osieckiej (2016)

### Albumy i kompilacje oparte w całości na twórczości Agnieszki Osieckiej
- Pięć oceanów – 5-płytowa kompilacja, zawierająca utwory z tekstami napisanymi przez Agnieszkę Osiecką
- Osiecka – album Katarzyny Nosowskiej z piosenkami Agnieszki Osieckiej
- Czy te oczy mogą kłamać – album zespołu Raz, Dwa, Trzy
- Buty 2 – album Maryli Rodowicz z piosenkami Agnieszki Osieckiej
- Zoo z piosenkami Agnieszki Osieckiej – album Katarzyny Groniec z piosenkami Agnieszki Osieckiej
- Sentymenty – serial muzyczny dokumentujący piosenki Agnieszki Osieckiej
- ... tylko brać. Osiecka znana i nieznana – album Stanisława Soyki z piosenkami Agnieszki Osieckiej[60]
- Osiecka po męsku – album Marcina Januszkiewicza
- Osiecky – album zespołu De Mono
- Osiecka o miłości – trzyczęściowy album zawierający utwory z tekstami napisanymi przez Agnieszkę Osiecką
- Agnieszka – album Barbary Małeckiej z interpretacjami tekstów Agnieszki Osieckiej w stylu soul/jazz

### Konkursy i wydarzenia muzyczne
- Pamiętajmy o Osieckiej – konkurs na interpretację piosenek Agnieszki Osieckiej, którego organizatorem jest Fundacja Okularnicy im. Agnieszki Osieckiej.
- Zielono mi – koncert wyreżyserowany przez Magdę Umer i zaprezentowany na 34. Krajowym Festiwalu Piosenki Polskiej w Opolu w 1997; widowisko składało się z piosenek Osieckiej, których interpretacje wykonali artyści polskiej sceny muzycznej i teatralnej.

### Fundacja
- Fundacja „Okularnicy” im. Agnieszki Osieckiej

### Patronaty
- Gimnazjum nr 1 im. Agnieszki Osieckiej w Wodzisławiu Świętokrzyskim
- Gimnazjum im. Agnieszki Osieckiej w Kamienicy Polskiej
- Muzyczne Studio Polskiego Radia im. Agnieszki Osieckiej
- Teatr Atelier im. Agnieszki Osieckiej w Sopocie
- XCVI Liceum Ogólnokształcące im. Agnieszki Osieckiej w Warszawie
- Liceum Ogólnokształcące nr XVII im. Agnieszki Osieckiej we Wrocławiu
- III Liceum Ogólnokształcące im. Agnieszki Osieckiej w Sopocie
- Szkoła Podstawowa nr 1 im. Agnieszki Osieckiej w Rucianem-Nidzie
- Miejska i Gminna Biblioteka Publiczna im. Agnieszki Osieckiej w Lipianach[61]
- Bielska Autorska Szkoła Aktorska im. Agnieszki Osieckiej w Bielsku-Białej
- Miejska Biblioteka Publiczna im. Agnieszki Osieckiej w Darłowie

### Pomniki
- Pomnik Agnieszki Osieckiej w Opolu autorstwa Mariana Molendy, odsłonięty 28 maja 2002.
- Fontanna-płaskorzeźba Kochankowie z ulicy Kamiennej, autorstwa Wojciecha Gryniewicza, odsłonięty 25 czerwca 2004.
- Ławka Poetów w Tarnowie – odsłonięta 3 grudnia 2004 ławka pomnikowa autorstwa Jacka Kucaby z postaciami Agnieszki Osieckiej, Zbigniewa Herberta i Jana Brzechwy.
- Pomnik Agnieszki Osieckiej w Warszawie autorstwa Dariusza i Teresy Kowalskich, odsłonięty 19 maja 2007.
- Pomnik Agnieszki Osieckiej w Rucianem-Nidzie autorstwa Piotra Bogdaszewskiego, odsłonięty 19 maja 2012.

### Upamiętnienie
Na ścianie budynku przy ul. Dąbrowieckiej 25 w Warszawie, w którym mieszkała Agnieszka Osiecka, znajduje się tablica pamiątkowa.
5 grudnia 2013 roku Narodowy Bank Polski wprowadził do obiegu dwie monety o nominałach 10 zł i 2 zł z serii „Historia Polskiej Muzyki Rozrywkowej” upamiętniające Agnieszkę Osiecką.
W roku 2013 rozpoczęto publikację pamiętników Agnieszki Osieckiej pod tytułem „Dzienniki”, o których na stronie wydawcy (Prószyński Media) napisano:

Pierwszy tom „Dzienników” Agnieszki Osieckiej obejmuje lata 1945–1950 i otwiera wielotomową edycję. Jedno z największych i najbarwniejszych dzieł polskiego pamiętnikarstwa na pewno wywoła burzę wokół postaci Autorki. Po latach narosłych mitów i plotek oddajemy głos Jej samej. Zgodnie z życzeniem samej Poetki – kiedy Jej już nie ma. Choć przecież jest…

Cieszymy się, że Mama wreszcie przemówi własnym językiem. Zamiast mówić o niej bez jej wiedzy, wreszcie posłuchamy, co sama ma do powiedzenia o sobie i o innych.

W maju 2016 roku ukazała się wcześniej niepublikowana, bardzo osobista powieść Neponset, którą Osiecka napisała na przełomie lat 70. i 80. Ma formę dziennika głównej bohaterki (zawiera elementy autobiograficzne). Książkę przygotowała do druku Karolina Felberg-Sendecka (m.in. redaktorka książki Koleżanka) i Marta Dobromirska-Passent (żona Daniela Passenta, opracowanie materiałów archiwalnych) na podstawie trzech wersji tekstu (maszynopisy i rękopisy), zdeponowanych w Archiwum Agnieszki Osieckiej w Bibliotece Narodowej w Warszawie. Bohaterką powieści jest Marta (przypominająca Elżbietę z Białej bluzki i Ćmy), „nieprzystosowana do życia, antysystemowa, anarchiczna, a przede wszystkim żywiołowa (rzeczna, dorzeczna i niedorzeczna)”, która mówi o sobie, że jest „jak radio zgubione przez astronautów, pędzące przez nieba z resztkami audycji o hodowli bratków lub kurcząt – audycji, której już nikt nie słucha”. Agata Passent napisała we wprowadzeniu, że ta wyjątkowo gorzka historia mogłaby nosić tytuł „Książę i żebraczka” (tekst książki poprzedza zbiór wierszy, napisanych przez Osiecką w tych samych latach, zatytułowany Wiersze dla Księcia). Dodatkowo opublikowano liczne przypisy i noty edytorskie oraz:
- fragment rozmowy Karoliny Felberg-Sendeckiej z Magdą Czapińską, zatytułowany Koleżanka[66]
- tekst Karoliny Felberg-Sendeckiej pt. „Afekciarstwo Osieckiej”

## Ordery i odznaczenia
- Krzyż Komandorski z Gwiazdą Orderu Odrodzenia Polski (pośmiertnie, 1997)[71][27]
- Złoty Krzyż Zasługi (1979)[72]
- Brązowy Medal „Za zasługi dla obronności kraju”
- Złote Odznaczenie im. Janka Krasickiego
- Odznaka „Zasłużony Działacz Kultury”
- Złota Odznaka ZSP (1965)[73]
- Honorowa Odznaka ZAiKS-u (1993)[74]

Źródło:.

## Nagrody i wyróżnienia
- 1963 – Nagroda indywidualna na Krajowym Festiwalu Piosenki Polskiej w Opolu za tekst „Okularników”
- 1963 – Nagroda Literacka ZAiKS-u
- 1963 – Nagroda Komitetu do spraw Radia i Telewizji za cykl „Listy śpiewające”
- 1964 – Nagroda specjalna na KFPP w Opolu za piosenkę „Nim wstanie dzień”
- 1964 – Główna Nagroda na Festiwalu Polskiej Dramaturgii Współczesnej za „Niech no tylko zakwitną jabłonie” w reżyserii Jana Biczyckiego z Teatru Ateneum w Warszawie
- 1964 – Wieniec Laurowy – główna nagroda na Festiwalu Teatrów Małych Form w Sarajewie
- 1965 – III Nagroda na KFPP w Opolu za piosenkę „Jak na Paryż”
- 1966 – Nagroda Ministra Kultury i Sztuki za piosenkę „Na całych jeziorach - ty”
- 1966 – II Nagroda na KFPP w Opolu w konkursie piosenek premierowych za „Dookoła noc się stała”
- 1966 – Nagroda Prezesa Komitetu do spraw Radia i Telewizji za cykl TV „Listy śpiewające”
- 1970 – Nagroda Przewodniczącego Prezydium WRN za piosenkę „Zielono mi”
- 1970 – Nagroda dziennikarzy na KFPP w Opolu za piosenkę „W żółtych płomieniach liści”
- 1972 – Nagroda Towarzystwa Przyjaciół Opola za piosenkę „Z kujawiakiem”
- 1973 – wyróżnienie na KFPP w Opolu za piosenkę „Diabeł i raj”
- 1973 – Grand Prix na Międzynarodowym Festiwalu Piosenki w Sopocie za piosenki „Diabeł i raj” oraz „Małgośka”
- 1977 – II Nagroda MFP w Sopocie za piosenkę „Nie spoczniemy”
- 1978 – wyróżnienie na XVIII Kaliskich Spotkaniach Teatralnych za teksty piosenek do przedstawienia „Największa świętość” w Teatrze Współczesnym w Warszawie
- 1987 – Nagroda dziennikarzy na KFPP w Opolu za piosenkę „Polska Madonna”
- 1989 – Nagroda Przewodniczącego WRN w Opolu za wybitną twórczość literacką
- 1990 – wyróżnienie na KFPP w Opolu za piosenkę „Moja młodość”
- 1993 – Nagroda Literacka im. Marii Ginter za książkę „Rozmowy w tańcu”
- 1994 – Nagroda im. Mateusza Święcickiego Programu III Polskiego Radia
- 1994 – „Prometeusz”  Nagroda Artystyczna Polskiej Estrady

Źródło:.